# تون (صوماليلاند)
تون هي بلدة تقع في منطقة مرودي جيح في صوماليلاند . تقع في منطقة هرجيسا ، وهي معروفة بكونها مسقط رأس سلطنة الإسحاق ، وهي سلطنة صومالية حكمت الكثير من أرض الصومال من منتصف القرن الثامن عشر إلى أواخر القرن التاسع عشر.

## تاريخ
أنشئت سلطنة الإسحاق في منتصف القرن 18 من قبل السلطان جوليد من Eidagale دون تقسيم لل Garhajis العشيرة. تم تتويجه بعد معركة Lafaruug المنتصرة التي قاد فيها والده الأسطوري عبدي عيسى إسحق في المعركة وهزم قبائل Absame ، ودفعهم بشكل دائم للخروج من منطقة Maroodi Jeex الحالية. بعد أن شهدوا قيادته وشجاعته ، تعرف زعماء إسحاق على والده عبدي الذي رفض تبني لقب السلطان بدلاً من ذلك مفضلين ابنه جوليد. سيتم تتويج جوليد كأول سلطان لعشيرة إسحاق. وهكذا حكم السلطان جوليد إسحق حتى وفاته في أوائل القرن التاسع عشر ، حيث خلفه ابنه الأكبر فرح .

تأسست سلطنة إسحاق ومقرها تون. كتب الملازم سي بي ريجبي عام 1848 عن عاصمة الإسحاق:
قبيلة هبر جاجيس وفروعها المختلفة يحكمها سلطانان هما سلطان ديريا (هبر يونس سلطان) والسلطان فرح: ومقر الأخير في تورو.